# Ptakowice (województwo opolskie)
Ptakowice, niem. Tachenberg – wieś w Polsce położona w województwie opolskim, w powiecie brzeskim, w gminie Lewin Brzeski.
W latach 1975–1998 miejscowość położona była w województwie opolskim.
Do wojewódzkiego rejestru zabytków wpisany jest:
- park, z XIX w.